# Upplands runinskrifter 831
Upplands runinskrifter 831 är en vikingatida runsten av röd sandsten i Giresta by, Giresta socken och Enköpings kommun. Runstenen är 1,2 meter hög och 0,75 meter bred. Runhöjden är 8 centimeter. Stenen förvaras i Giresta kyrka.

## Inskriften
Translitterering av runraden:
...- × ihu-... ... ...aisa + ste(n)a + iftir × luþin × sun × sin ×
Normalisering till runsvenska:
... ... [let r]æisa stæina æftiʀ Luðin, sun sinn.
Översättning till nusvenska:
... lät resa stenarna efter Luden, sin son.